# سلافيسا يوكانوفيتش
سلافيسا يوكانوفيتش مواليد (16 أغسطس 1968 في نوفي ساد، جمهورية يوغوسلافيا الاشتراكية الاتحادية)، هو لاعب كرة قدم صربي دولي سابق كان يلعب كلاعب وسط. سبق له أن لعب في كأس العالم لكرة القدم مع منتخب بلاده. لعب خلال مسيرته 403 مباريات سجل خلالها 66 هدفاً.

## المسيرة الاحترافية

### أندية لعب لها
- نادي بارتيزان
- ريال أوفييدو
- نادي تينيريفي
- ديبورتيفو لاكورونيا
- تشيلسي
- سيوداد دي مورسيا

## وصلات خارجية
- الموقع الرسمي

## روابط خارجية
- سلافيسا يوكانوفيتش على موقع الاتحاد الدولي (مؤرشف)  (الإنجليزية)
- سلافيسا يوكانوفيتش على موقع قاعدة بيانات كرة القدم.إي يو (الإنجليزية)
- سلافيسا يوكانوفيتش على موقع ناشيونال فوتبول تيمز (الإنجليزية)
- سلافيسا يوكانوفيتش على موقع Soccerbase.com (لاعب) (الإنجليزية)
- سلافيسا يوكانوفيتش على موقع عالم كرة القدم.نت (الإنجليزية)